# Oneirophanta mutabilis
Oneirophanta mutabilis är en sjögurkeart som beskrevs av Jakob Gustaf Gösta Theel 1879. Oneirophanta mutabilis ingår i släktet Oneirophanta och familjen Deimatidae. Inga underarter finns listade i Catalogue of Life.